# Lara-Isabelle Rentinck
Lara-Isabelle Rentinck, (Berlim, 18 de agosto de 1986) é uma modelo e atriz de televisão alemã.
Ela estreou na televisão em 2005, quando se juntou ao elenco da novela Verliebt in Berlin, onde atuou no papel de Kim Seidel.
Em 2011, ela se juntou ao elenco principal da série de televisão Küstenwache, onde até 2016, ano de conclusão da série, desempenhou o papel de Pia Cornelius. Em 2016 posou para a edição alemã da revista Playboy.

## Cinema
- 2009: Mord ist mein Geschäft, Liebling: UPS-Kurierin
- 2010: Jerry Cotton: June Clark

## Televisão
- 2005-2006-2007: Verliebt in Berlin
- 2008: Die Geschichte Mitteldeutschlands (Série TV) : Anna Elisabeth Schönemann
- 2009: Hallo Robbie!: Maja Tamm
- 2009: Der Landarzt: Frau Brandt
- 2009: Notruf Hafenkante: Gina-Marie Stern
- 2009: Killerjagd Töte mich wenn du kannst: Opfer Sylvie B.
- 2009: Barbara Wood - Karibisches Geheimnis: Francesca Fallon
- 2009: Notruf Hafenkante: Falsche Töne
- 2009: Killerjagd. Töte mich, wenn du kannst
- 2011: Marienhof
- 2011–2016: Küstenwache
- 2012: Der letzte Bulle: Zur Kasse, Schätzchen
- 2013: Kripo Holstein – Mord und Meer
- 2015: Die Rosenheim-Cops: In Schönheit sterben
- 2016: Letzte Spur Berlin: Unantastbar

## Honrarias
- 2005: Deutscher Fernsehpreis para ter sido Kimberly Frederike "Kim" Seidel em Verliebt in Berlin
- 2006:  Rosa de Ouro como melhor atriz coadjuvante para Kimberly Frederike "Kim" Seidel em soap  Verliebt in Berlin